# Dieudonné Minlama Mintogo
 (7 septembre 2017).
Dieudonné Minlama Mintogo est un homme politique gabonais, né le 26 avril 1968 à Bitam dans la province du Woleu-Ntem, au nord du Gabon[réf. nécessaire]. Le 20 juin 2015, il déclare sa candidature à l'élection présidentielle d'août 2016 en lançant un « rassemblement citoyen » dénommé la « Convention nationale de l'interposition ».

## Biographie
Il fait ses études primaires dans son village natal, Adzap-Effack, ses études secondaires à Bitam au collège Jésus Marie, à Mouila au collège Saint-Gabriel, à Libreville, au collège Bessieux, et ses études supérieures à l’École polytechnique de Masuku (Franceville).[réf. nécessaire]
Agro-développeur, Minlama Mintogo, travaille comme expert consultant auprès de plusieurs entreprises et institutions nationales et internationales notamment au sein d'Olam (une entreprise singapourienne) avec le projet « Gabon des réalisations agricoles et des initiatives des nationaux engagés » (GRAINE), ,, et le RAPAC (Réseau des aires protégées d'Afrique centrale).
Il est le président de l'« Observatoire national de la démocratie », dont la mission est de contribuer au renforcement des droits démocratiques, à promouvoir et appuyer les droits de la personne au Gabon, tels que définis dans la charte internationale des droits de l'homme. Il est membre fondateur du mouvement « Ça suffit comme ça ». Il coordonne une plate forme d’acteurs non étatiques composée d’une soixantaine d’associations, d’ONG et d'organismes confessionnels, le « Collectif des organisations de la société civile pour le développement et la lutte contre la pauvreté ».
Le 20 juin 2015, au lendemain du décès du leader de l’opposition André Mba Obame, dont il était très proche, au vu de la situation politique et sécuritaire, il décide de se lancer dans la politique en déclarant sa candidature à la présidentielle de 2016 et en créant un mouvement citoyen : la « Convention nationale de l’interposition »,.
Lors de la présidentielle d'août 2016, il prône la rupture en exhortant les Gabonais à ne pas choisir entre le mal et le pire.
À la suite de la réélection contestée de Ali Bongo Ondimba il participe au dialogue national lancé par ce dernier en vue d'un apaisement de la situation politique, sociale et économique du pays. À cette occasion, il propose des réformes constitutionnelles.
Le 20 mai 2017, il décide de créer son propre parti politique, « Ensemble pour la République », un parti politique dans lequel il convie les gabonais à conduire le débat politique, économique, social, culturel et sportif.